# Atelopus palmatus
Atelopus palmatus é uma espécie de sapo da família Bufonidae. Ele é endêmico no Equador. Seu habitat natural são as florestas úmidas de montanhas, em áreas tropicais e subtropicais, e rios. Está ameaçado pela perda do seu habitat.